# 白鷹町立病院
白鷹町立病院（しらたかちょうりつびょういん）は、山形県西置賜郡白鷹町にある医療機関。
白鷹町の主要道路である国道287号沿いに位置する。

## 沿革
- 1955年（昭和30年）12月 - 開設。
- 1993年（平成5年）3月 - 病院の移転新築工事計画が決定する。
- 1996年（平成8年）5月 - 病院新築工事の契約が結ばれる。
- 1997年（平成9年）7月 - 工事完了。
- 1997年（平成9年）9月 - 旧白鷹町立病院が廃止。
- 1997年（平成9年）10月 - 現在の場所に開院。

## 診療科
- 内科
- 外科
- 整形外科
- 婦人科
- 皮膚科

## アクセス
- 車
  - 山形鉄道フラワー長井線・荒砥駅から5分 [3]。

駐車場あり（250台）

## 周辺
- 山形県立荒砥高等学校
- 白鷹町立白鷹中学校